# السينما في أذربيجان

السينما الأذربيجاني

السينما الأذربيجاني - مقال حول سينما في أذربيجان.

## البدايات

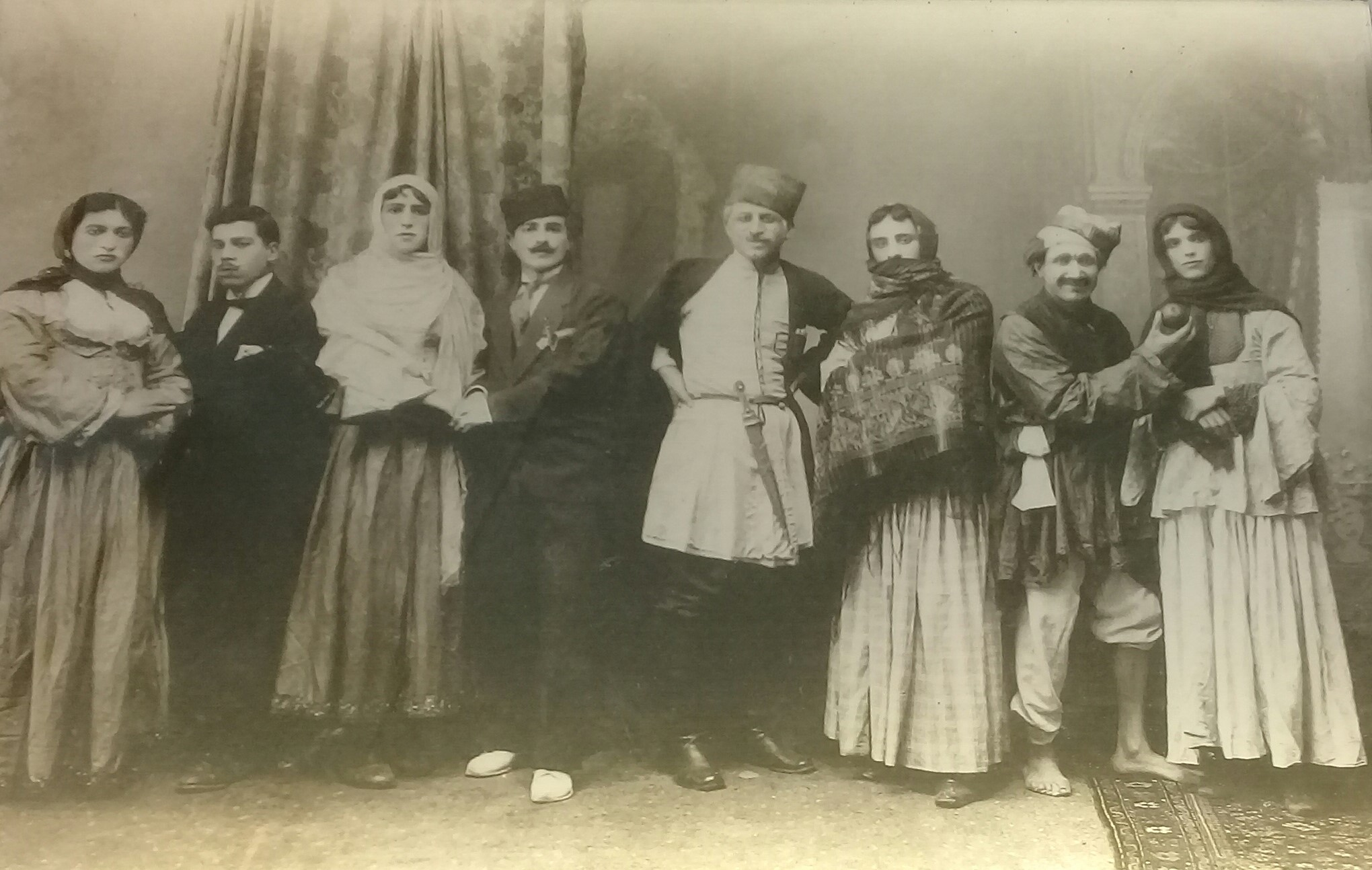
فيلم "أرشين مال ألان"، عام 1917

بشكل عام، منذ ولادة السينما في أذربيجان، تم تصوير حوالي 240 فيلم كامل وأكثر من 50 فيلم روائي قصير، أكثر من 1200 فيلم وثائقي وحوالي مائة فيلم متحرك.
وفقا أفكار المؤرخين في تحديد بداية السينما في أذربيجان أن بدأ في عام 1898.
الأفلام الأولى في أذربيجان، تم التصوير مؤامرة ترتيب زمني "حرائق النفط في بيبي هيبات"، "نافورة النفط في بالاخاني"، رحلة شعبية في حديقة المدينة "، " رقص القوقاز "وغيرها من قبل مصور أليكساندير ميشون. 

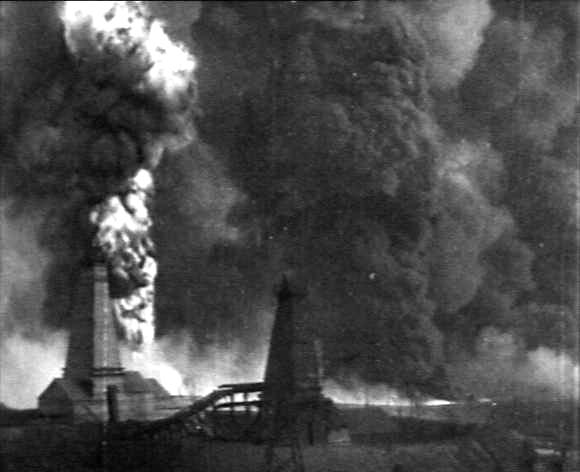
أول فيلم أذربيجاني "بيبي هيبات"

في عام 1916، تم تصوير أول فيلم كوميدي أذربيجاني «أرشين مال ألان»، الذي يستند إلى الأوبريت الذي يحمل نفس الاسم للمؤلف الموسيقي عزير حاجبايوف وحقق نجاحًا كبيرًا.
بعد استقلال جمهورية أذربيجان الديمقراطية في 28 مايو، عام 1918، تم التعريض الفيلم الوثائقي «الذكرى السنوية الأولى لحكم موسافات في أذربيجان» في عام 1919.

## الثلاثينات

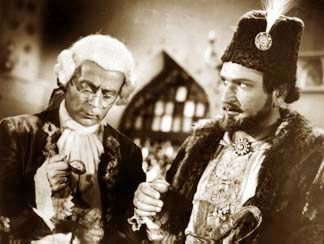
فيلم "فتلي خان"، عام 1947

في الثلاثينات، في السينما الأذربيجاني بدأوا سيفولى بدالوف، فيلاديمير ييريميف، علي عسكار علاكباروف إلي أبداعهم
في عام 1935 م.
أنتج أستوديو أذرفيلم مع أستوديو ميجرايبروم موسكو فيلم روائي - «على شاطئ البحر الأزرق» وهو أول فيلم أذربيجاني بالصوت.
في أوائل الثلاثينات، أنتجت أفلام تاريخية - ثورية، روائية: «لطيف»، «إسمات»، «ألماز»، «أشخاص من باكو» وهلم جرا.

## ستينات
منذ أوائل 1960 تم توسيع إنتاج الأقلام الملونة في أذربيجان. 
فيلم «كوروغلو» (ابن الأعمى) هو أول مثال على فيلم أذربيجان الملون.
و أنتجت أفلام «جوروش»(لقاء)، «روميو جارتي»، «أين أحمد»، أولدوز«، أرشين مال ألان»، «حماة» والتي أصبحت من أفلام المشهورة في ستينات.

## الألفية الجديدة

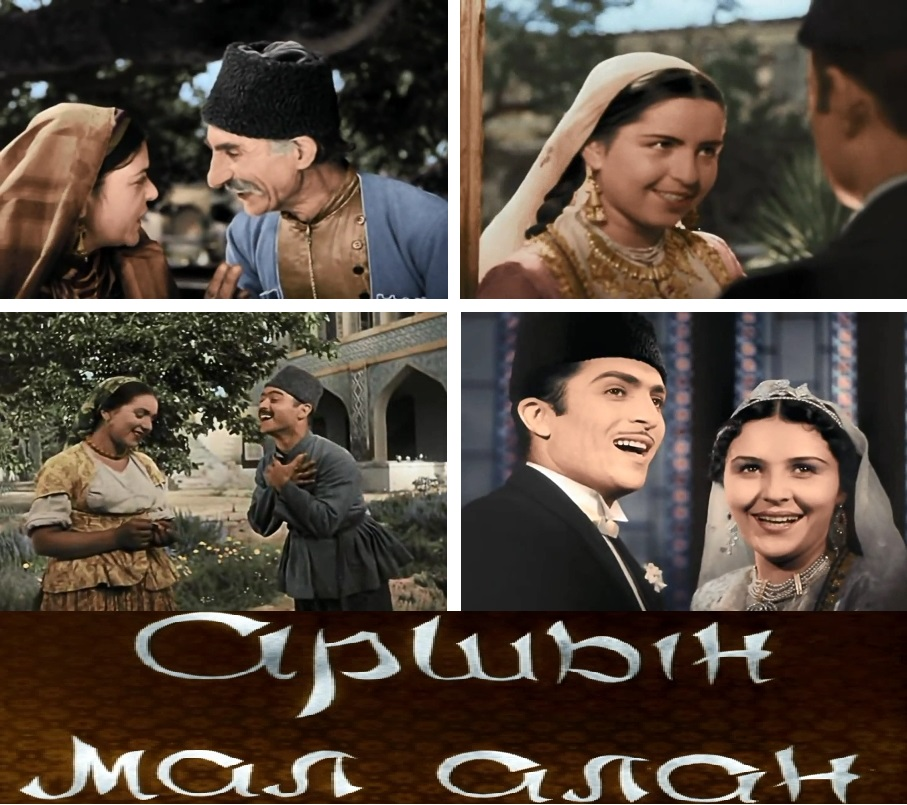
فيلم"أرشين مال ألان"، عام 2013

وقع رئيس جمهورية أذربيجان إلهام علييف على مرسوم حول «تطوير فن السينما في أذربيجان»، في 23 فبراير 2007.
عرض فيلم «جيروف» - (رهينة) لمخرج أفلام إلدار غولييف الذي عرضه في مهرجان جيتيبورق إكسايل للسينما في السويد عام 2005، وفي مهرجان القاهرة السينمائي الدولي في مصر في عام 2006، ومهرجان الفيلم الدولي «كارلوفا واري» في جمهورية التشيك في عام 2007، وفي مدينتان وارسو وكراكوف لبولندا ونالت على الجوائز.

## أنظر أيضان
- ثقافة أذربيجان
- نسيبة زينالوفا
- فؤاد بولادوف